# Michael Brecker
Michael Brecker (Philadelphia (Pennsylvania), 29 maart 1949 – New York, 13 januari 2007) was een Amerikaans jazz-saxofonist. Hij won 15 Grammy's, zowel als artiest als componist.
Michael Brecker heeft op verschillende grote jazzfestivals zijn kunsten getoond, bijvoorbeeld het North Sea Jazz Festival te Den Haag. Hij speelde jarenlang samen met zijn broer Randy in de 'Brecker Brothers'-band. Hij gaf in 2003 een masterclass in Den Haag.
Brecker overleed in 2007 aan de gevolgen van leukemie.

## Biografie
Brecker is een van de meest gewaardeerde jazzmusici van de jaren 80 en de jaren 90, en is een saxofonist met een sterk ontwikkelde techniek uit de John Coltrane-school. Hij begon op klarinet maar ruilde dit instrument later in voor de tenorsaxofoon. In 1969 verhuisde hij naar New York. Hij ging bij zijn broer, de trompettist Randy Brecker, wonen. Brecker was oprichter een van de eerste jazzrockgroepen (Dreams). In de jaren 1973-74 speelde hij met de pianist Horace Silver en de drummer Billy Cobham. Later richtten Randy en Michael de jazzrockformatie the Brecker Brothers op. In de jaren zeventig en 80 speelden de broers mee in studiosessies van o.a. Funkadelic, Bootsy Collins, Steely Dan, J.Geils Band, en op tournees met de groepen van Joni Mitchell, James Taylor en Paul Simon.
Na het succes van de Brecker Brothers ontstond de groep Steps Ahead. Deze band werd opgericht door vibrafonist Mike Mainieri en bestond daarnaast uit drummer Peter Erskine, toetsenist Don Grolnick en bassist Eddie Gomez. De eerste solo-cd van Brecker kwam in 1986 uit. In de daaropvolgende jaren had Brecker vier releases op het label Impulse.
In 2000 kwam de cd Time is of the essence uit op het label Verve. Daarna volgde de cd Nearness of you: The ballad book waaraan gastvocalist James Taylor meewerkte.
NPS Output heeft enkele opmerkelijke optredens van Michael Brecker online staan, die werden opgenomen op het Koninklijk Conservatorium Den Haag op 21 maart 2003. Brecker speelde daar met enkele combo's van het conservatorium en met een bigband.
De discografie van Michael Brecker als studio- en begeleidingsmusicus telt ruim zevenhonderd vermeldingen en is te vinden op de website over zijn live-optredens.

## Discografie (selectie)
Als bandleider
- 1987: Michael Brecker
- 1988: Don't Try This At Home
- 1990: Now You See It...(Now You Don’t)
- 1996: Tales From the Hudson
- 1998: Two Blocks From the Edge
- 1999: Time Is of the Essence
- 2001: Nearness of You
- 2003: Wide Angles
- 2007: Pilgrimage

Als co-leider
- 1975 (The Brecker Brothers) The Brecker Brothers
- 1976 (The Brecker Brothers) Back To Back
- 1977 (The Brecker Brothers) Don't Stop the Music
- 1978 (The Brecker Brothers) Heavy Metal Be-Bop
- 1981: (Steps) Smokin' In the Pit
- 1981: (Steps) Step By Step
- 1982: (Steps) Paradox
- 1983: (Steps Ahead) Steps Ahead
- 1984: (Steps Ahead) Modern Times
- 1986: (Steps Ahead) Magnetic
- 1986: (Steps Ahead) Live in Tokyo
- 1990: (The Brecker Brothers) The Collection, Vol. 1
- 1990: (The Brecker Brothers) The Collection, Vol. 2
- 1992: (The Brecker Brothers) Return of the Brecker Brothers
- 1994: (The Brecker Brothers) Out of the Loop